# Ru de la Mortaille
Le ru de la Mortuaille est un cours d'eau, anciennement affluent du Loing et qui se déverse maintenant dans le canal de Briare, coulant dans la commune de Montbouy, dans le Loiret, dans le Gâtinais en région Centre-Val de Loire.

## Géographie
Le ru de la Mortaille est une très petite rivière de 1,3 km de long qui prend naissance près de la ferme de Salleneuve, à environ 115 m d'altitude.
Il suit la vallée de la Mortaille en une course quasi rectiligne orientée sud-ouest / nord-est. Il termine sa course à environ 106 m d'altitude vers le château de Salleneuve, où il alimente une retenue d'eau aménagée qui sert peut-être à réguler le niveau d'eau du canal de Briare avec lequel il conflue au sortir de la retenue d'eau.
La vallée de la Mortaille, qui s'appelait autrefois le Saut du loup, est relativement encaissée avec 10 m de dénivellation sur environ 60 m vers le château. Elle a acquis son nom actuel à la suite du décès d'Olivier de Pontchevron, seigneur de Chenevières puis commandeur de Montbouy, lorsque ce dernier voulait franchir le Saut-du-Loup.

## Communes traversées
Montbouy.